# 272 Antonia
272 Antonia eller 1944 FE är en asteroid i huvudbältet, som upptäcktes den 4 februari 1888 av den franske astronomen Auguste Charlois. Bakgrunden till namngivningen är okänd.
Antonias senaste periheliepassage skedde den 10 december 2021. Dess rotationstid har beräknats till 3,86 timmar.